# Elias Lodenius
Karl Gustaf Elias Lodenius, född 14 april 1877 i Nora, död 12 augusti 1919 i Åbo, var en svensk-finländsk tidningsman. Han var bror till Märtha Lindlöf och far till Erik Lodenius.
Lodenius, som var son till arkitekten Gustaf Lodenius och Augusta Anderson, blev efter studentexamen vid lyceet för gossar och flickor i Helsingfors 1897 filosofie kandidat vid Helsingfors universitet 1903. Han var därefter verksam som journalist i Helsingfors, Tammerfors och Åbo och huvudredaktör för Åbo Underrättelser från 1909 till sin död. 